# Centrum Handlowe Kometa
Centrum Handlowe Kometa – najstarsze wielkopowierzchniowe centrum handlowe w Toruniu, otwarte w 1999 roku. Mieści się przy ulicy Grudziądzkiej 162.
Centrum handlowe zostało otwarte 15 września 1999 roku. Początkowo nazywało się King Cross. W październiku 2003 roku zmieniono nazwę na Kometa. W centrum mieścił się hipermarket Géant, następnie zastąpiony przez Real, zarządzane przez niemiecką firmę Metro AG. W 2014 roku Urząd Ochrony Konkurencji i Konsumentów wydał zgodę na przejęcie 49 sklepów Real francuskiej sieci Auchan. Rebranding supermarketu w centrum handlowym nastąpił na przełomie kwietnia i maja 2015 roku.
Całkowita powierzchnia użytkowa centrum handlowego wynosi prawie 34 tys. km². W centrum mieści się dwadzieścia butików (głównie usługowych) oraz kilkanaście stoisk na pasażu. Głównym najemcą jest hipermarket Auchan. Wśród butików największą powierzchnię zajmującą: CCC, Rossmann, Vision Express, cukiernia Sowa, apteka Dr.Max.
Właścicielem centrum handlowego jest fundusz Pradera Open Ended Retail Fund.